# Argentina en los Juegos Olímpicos de Squaw Valley 1960
Argentina participó en los Juegos Olímpicos de Squaw Valley 1960, con una delegación de 6 atletas (5 hombres y 1 mujer) que compitieron en 2 deportes. La portadora de la bandera en la ceremonia de apertura fue la esquiadora María Cristina Schweizer.
El equipo olímpico argentino no obtuvo ninguna medalla en estos Juegos.

## Esquí alpino
Masculino
| Atleta               | Evento          | 1.ª manga          | 1.ª manga          | 2.ª manga     | 2.ª manga     | Total         | Total         |
| Atleta               | Evento          | Tiempo             | Posición           | Tiempo        | Posición      | Tiempo        | Posición      |
| -------------------- | --------------- | ------------------ | ------------------ | ------------- | ------------- | ------------- | ------------- |
| Clemente Tellechea   | Descenso        | —                  | —                  | —             | —             | 3:20,2        | 60            |
| Osvaldo Ancinas      | Descenso        | —                  | —                  | —             | —             | 2:28,4        | 45            |
| Clemente Tellechea   | Eslalon gigante | —                  | —                  | —             | —             | Descalificado | Descalificado |
| Diego Schweizer      | Eslalon gigante | —                  | —                  | —             | —             | 2:28,0        | 55            |
| Osvaldo Ancinas      | Eslalon gigante | —                  | —                  | —             | —             | 2:05,1        | 32            |
| Jorge Abelardo Eiras | Eslalon         | Tiempo desconocido | Tiempo desconocido | Descalificado | Descalificado | No avanzó     | No avanzó     |
| Diego Schweizer      | Eslalon         | 1:32,2             | 48                 | 1:34,6        | 37            | 3:06,8        | 38            |
| Clemente Tellechea   | Eslalon         | 1:28,7             | 45                 | 1:26,0        | 32            | 2:54,7        | 32            |
| Osvaldo Ancinas      | Eslalon         | 1:17,5             | 23                 | 1:06,7        | 16            | 2:24,2        | 16            |

Femenino
| Atleta                   | Evento          | 1.ª manga | 1.ª manga | 2.ª manga | 2.ª manga | Total  | Total    |
| Atleta                   | Evento          | Tiempo    | Posición  | Tiempo    | Posición  | Tiempo | Posición |
| ------------------------ | --------------- | --------- | --------- | --------- | --------- | ------ | -------- |
| María Cristina Schweizer | Descenso        | —         | —         | —         | —         | 1:51,0 | 29       |
| María Cristina Schweizer | Eslalon gigante | —         | —         | —         | —         | 1:55,2 | 35       |
| María Cristina Schweizer | Eslalon         | 1:05,9    | 31        | 1:06,0    | 28        | 2:11,9 | 25       |

## Esquí de fondo
Masculino
| Atleta           | Evento | Final     | Final    |
| Atleta           | Evento | Tiempo    | Posición |
| ---------------- | ------ | --------- | -------- |
| Francisco Jerman | 15 km  | 1:09:59,3 | 53       |
| Francisco Jerman | 30 km  | 2:33:27,4 | 44       |